# 張子順
張子順（1510年—1565年），字聚甫，號褡菴，直隸德州衛官籍河南唐縣人，明朝政治人物。

## 生平
先世姓陳，始祖某明初以軍功授德州右衛副千户，至曾祖陳紀入赘德州衛千户张纯家，遂改姓张。
嘉靖二十二年（1543年）癸卯科山東鄉試第五名舉人。嘉靖二十三年（1544年）中式甲辰科會試第二百六十四名，登第三甲第一百九十二名進士。二十六年授户部主事，二十八年督苏州漕运，次年北虜入寇京师，奉命赴边关犒賞。三年满考，進階承德郎，督饷太原。三十二年升潞安府知府，擢密云兵备副使，三十九年十二月与密云管粮户部郎中刘廓互行攻讦，二人俱逮下锦衣卫诏狱，坐奏事诈不以实，俱黜为民。嘉靖四十四年卒于家，享年五十六。

## 家族
曾祖張紀；祖父張寧；父張珮，母武氏；繼母許氏。具庆下。兄子孝。弟子化、子泮。